# آخر أيام الباشا
آخر أيام الباشا رواية للروائية المصرية رشا عدلي. صدرت الرواية لأوّل مرة في العام 2019 عن الدار العربية للعلوم ناشرون في بيروت. ودخلت في القائمة الطويلة للجائزة العالمية للرواية العربية لعام 2020، المعروفة باسم «جائزة بوكر العربية».